# 金正淵

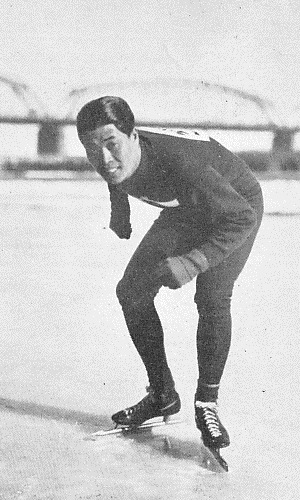
金正淵

金 正淵（きん せいえん、キム　ジョンヨン、ハングル：김정연、1914年1月7日 - 1992年7月16日）は、日本の元スピードスケート選手。朝鮮平安南道江西郡の出身。
公立平壌高等普通学校時代から大同江でスケートをおこなっていた。1932年に明治大学商学部に進学。1934年と1935年の全日本スピードスケート選手権大会を連覇。この当時は500m・1500m・5000m・10000mの総合得点で順位を決定していた。1934年2月に鴨緑江で行われた1934年大会では、金は500m3位、5000mと1000mで1位であった。1935年1月に日光で開かれた1935年大会では、500mは石原省三らに敗れたものの残る3種目はすべて1位となった。これらの結果にうかがえる通り、中長距離を得意とした。
日本選手権での成績が評価され、1936年のガルミッシュパルテンキルヒェンオリンピック代表となった。しかし、外国選手との体力の差はいかんともしがたく、1500mで15位、5000m21位、10000m13位という結果であった。明治大学時代の後半にはスケート部のキャプテンも務めた。1937年に明治大学を卒業すると朝鮮に戻って朝鮮総督府学務課に勤務する。
戦後は韓国に在住し朝鮮戦争のときには郷里の全財産を北朝鮮側に没収され、その状態で韓国での再出発を余儀なくされたという。韓国ではスケート関連団体の幹部を務め、1992年に死去した。